# 两歧花蟹蛛
两歧花蟹蛛（学名：Xysticus dichotomus）为蟹蛛科花蟹蛛属的动物。分布于朝鲜、日本以及中国大陆的吉林等地。该物种的模式产地在朝鲜。